# Joseph Angerer
Joseph Angerer (* 1735 in Saalfelden; † 12. Mai 1779 in Freising) war ein Salzburger Bildhauer des Rokoko.
Angerers Eltern waren Joseph Angerer (Sohn des Johannes Angerer, Prokurator zu Mauterndorf) und Anna Penz (Tochter des Johann Penz, bürgerlichen Hutmachermeisters im Markt Saalfelden), welche sich Anfang 1733 in Berchtesgaden verehelichten. Sein Vater Joseph scheint ab Ende 1733 als Wirt in Saalfelden (Taufeintrag der ersten Tochter Anna Katharina) auf. Ein Taufeintrag 1735 zu Joseph findet sich im Taufbuch Saalfelden nicht, jedoch wurde dem Ehepaar in diesem Jahr Franz Ignaz geboren, welcher eventuell den Vornamen seines Vaters angenommen haben könnte.
Von Angerer stammen zahlreiche Kirchenausstattungen in Oberbayern. Von seinen Werken sind heute noch drei erhalten:
- ein 1772 geschaffener Seitenaltar der St. Jakobuskirche in Rohrdorf, Landkreis Rosenheim
- ein Seitenaltar in der St. Georgskirche in Oberding mit den Statuen der Heiligen Johannes Baptist, Sebastian, Peter und Paul sowie vier Tabernakelengeln aus dem Jahr 1776
- vier Figuren von zwei Seitenaltären in der Klosterkirche St. Peter und Paul von Neustift aus dem Jahr 1778

Angerer heiratete am 24. Juli 1775 in Freising Theresia Sailer (geb. Paurmann), Witwe nach Martin Sailer, eines Bildhauers. Vier Jahre später starb er im Alter von 44 Jahren. In Freising ist eine Straße nach ihm benannt ⊙.